# 双腺野海棠
双腺野海棠（学名：Bredia biglandularis）为野牡丹科野海棠属下的一个种。

## 扩展阅读
- 維基物種上的相關：双腺野海棠